# フレデリック・ランチェスター
フレデリック・ウィリアム・ランチェスター（Frederick William Lanchester, 1868年10月23日 - 1946年3月8日）は、イギリスの自動車工学・航空工学のエンジニア、王立航空協会の名誉会員。
若くして自動車の開発に取り組み、1900年代初頭から「ランチェスター」 (Lanchester) のブランドで独創的なメカニズムを備えた先進的な自動車を製造・販売したが、市場の支持を得ることができず、後に会社を大手自動車メーカーに売却した。
また、ドイツのルートヴィヒ・プラントルとともに、三次元翼の理論にあたる、ランチェスター＝プラントル理論または揚力線理論を発表した。
1914年に勃発した第一次世界大戦に際し、ピタゴラスの定理にヒントを得て、2つの軍事的法則を考察・発表した。これは後に「競争の法則」と呼ばれる「ランチェスターの法則」となったうえ、日本では軍事より経営論として有名である。

## 経歴
- 1868年 - ロンドン南部ルイズハムで、建設業を営むヘンリーの次男として生まれる。
- サザンプトン大学の前身であるハートレイ技術専門学校を卒業。21歳の時にガスエンジン製作会社に就職。
- ガスエンジン会社に勤めながら、2年かけて自動車の設計を行なう。スターターの発明で特許を取得する。
- 1895年 - 27歳で会社を辞め、自動車を完成。
- 1899年12月 - 31歳で「ランチェスター・エンジン会社」を創業。「ランチェスター」のブランドで自動車の製造販売をおこなう。
  - 「ランチェスター」車は、初期には1ピストンあたり2本のコンロッドを備えた独自の水平対向2気筒エンジンを搭載するなど、技術的に遅れた1900年前後のイギリス車の中では突出した先進性と独創性を備えていた。またサスペンションストロークを大きく取ることで優れた乗り心地を確保し、エンジンスペースを客室内に含ませたセミキャブオーバーレイアウトを世界に先駆けて採用することで自動車のコンパクト化とシャーシ強化を図るなど、意欲的なアイデアを取り入れていた。しかし、独創性の強すぎる設計は市場の理解を得るには至らず、経営面では必ずしも成功したとは言えなかった。この「ランチェスター」車は一時期、トヨタ博物館に展示されていた。またエンジンのバランスシャフトの基本概念である「ランチェスター・バランサー」を考案し、特許を取得している。
- 1909年 - 40歳で会社を大手自動車メーカーのデイムラーに売却。以後「ランチェスター」名の自動車はデイムラーの一ブランドとして1950年代まで存続した。その後はデイムラーの技術コンサルタントとして飛行理論の研究に没頭。
- 1914年 - 45歳で「ランチェスター技術研究所」を設立。
  - 10月2日 - 「集中の法則」というテーマでレポートを執筆。この中に第1法則と第2法則とを記し、この2つのレポートが後にランチェスターの法則として知られるようになる。
- 1916年初め - レポートをまとめ「戦闘における航空機 - 4番目の兵器の幕開け - (Aircraft in Warfare;the Dawn of the Fourth Arm)」として出版する。バーミンガム大学から名誉博士の称号を授与された。
- 1919年 - 51歳で20歳年下のドロシーと結婚。子どもは生まれなかった。
- 1925年 - 音楽好きでもあり、Hi-Fiラジオの生産にも乗り出すが失敗。
- 1946年 - 死去。墓はロンドンから南に30kmほどの郊外、ウォルステッド・セメトリー墓地にある。